# دیوید برایان

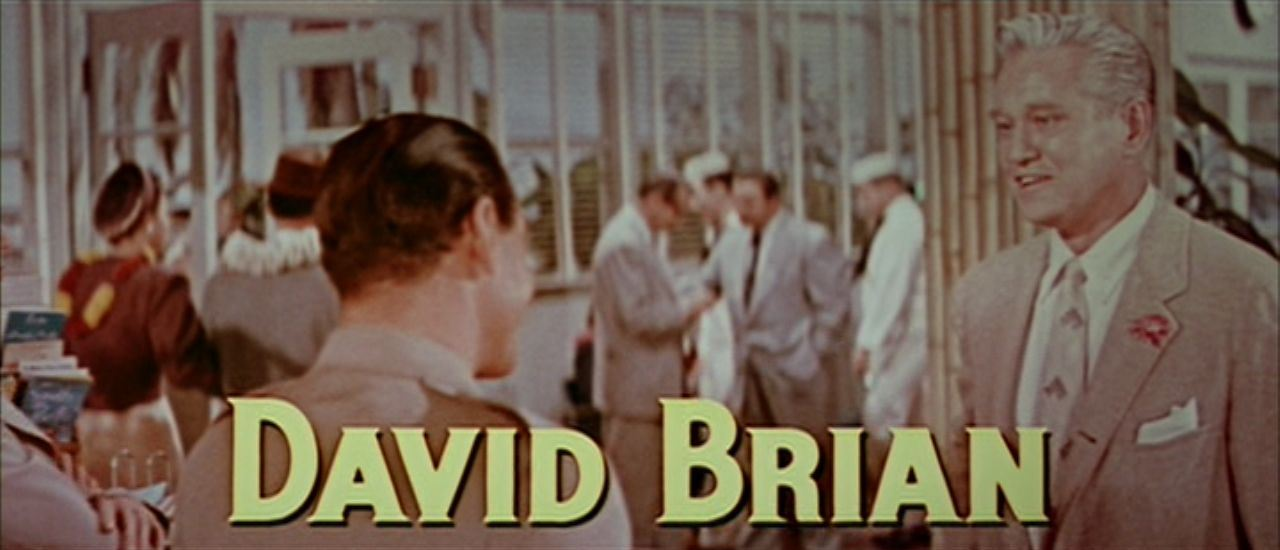
متکبرها

دیوید برایان (انگلیسی: David Brian; ۵ اوت ۱۹۱۴ – ۱۵ ژوئیهٔ ۱۹۹۳) یک بازیگر سینما اهل ایالات متحده آمریکا بود.

## جوایز و افتخارات
- کاندیدای بهترین بازیگر نقش مکمل مرد برای فیلم مزاحم در گرد و غبار - ۱۹۴۹ گلدن گلوب

## گزیده فیلمشناسی
از فیلم‌ها یا برنامه‌های تلویزیونی که وی در آن نقش داشته‌است می‌توان به آثار زیر اشاره کرد.
- مأموران اف‌بی‌آی (۱۹۳۵)
- فورت وورث (فیلم) (۱۹۵۱)
- متکبرها (۱۹۵۴)
- سپیده دم در سوکورو (۱۹۵۴)
- نخستین بانوی فروشنده دوره‌گرد (۱۹۵۶)
- یه عالمه معجزه (۱۹۶۱)
- چگونه غرب تسخیر شد (۱۹۶۲)
- مأموریت: غیرممکن (۱۹۷۲)
- خواب جینی را می‌بینم (۱۹۶۵)
- تسخیرناپذیران (۱۹۵۹) (۱۹۶۰)